# Орден Короны Италии
Орден Короны Италии (итал. Ordine della Corona d'Italia) — орден Итальянского Королевства.

## История ордена
Учреждён Королём Италии Виктором Эммануилом II 20 февраля 1868 года в память объединения Италии. Орден был предназначен для награждения гражданских и военных лиц. После 1946 года заменён орденом «За заслуги перед Итальянской Республикой». До 18 марта 1983 года, конца своей жизни, Король Умберто II продолжал награждать этим орденом.
В отличие от более древнего ордена Святых Маврикия и Лазаря, орденом Короны Италии могли награждаться не только католики. В иерархии орденов Италии орден Короны стоит ниже ордена Св. Маврикия и Лазаря, для награждения той или иной степенью ордена Св. Маврикия и Лазаря необходимо было иметь аналогичную степень ордена Короны.

## Знаки ордена
Знаки ордена состоят из креста белой эмали, плечи которого соединены золотыми савойскии узлами. В центре знака, находится круглый медальон с изображением Железной короны Ломбардских королей на синем фоне. С обратной стороны знака савойский орёл. Лента ордена красная с белой полосой. Знак мог делаться как из  золота, так и из позолоченного серебра или позолоченной бронзы. 
- Оборотная сторона знака и звезда Великого офицера
- Звезда кавалера Большого креста
- Знак кавалера Большого креста

## Степени ордена
- Кавалер Большого креста ордена Короны Италии (итал. Cavaliere di Gran Croce dell'Ordine della Corona d'Italia)

 Республика
 Королевство
- Великий офицер ордена Короны Италии (итал. Grande ufficiale dell'Ordine della Corona d'Italia)

 Республика
 Королевство
- Командор ордена Короны Италии (итал. Commendatore dell'Ordine della Corona d'Italia)

 Республика
 Королевство
- Офицер ордена Короны Италии (итал. Ufficiale dell'Ordine della Corona d'Italia)

 Республика
 Королевство
- Кавалер ордена Короны Италии (итал. Cavaliere dell'Ordine della Corona d'Italia)

 Республика
 Королевство

## Российские получатели ордена
- Генерал Брусилов Алексей Алексеевич.
- Барон Визель Эмиль Оскарович (1866—1943) — художник, хранитель музея и действительный член Императорской Академии Художеств (с 1914), организатор международных художественных выставок.
- Адмирал Владимир Иванович Литвинов (5 мая 1857 года — 1919 год) — офицер Русского императорского флота, адмирал с 10 апреля 1916 года.
- Секретёв, Пётр Иванович — генерал-майор Русской императорской армии, первый командир 1-й Учебной автомобильной роты, пионер механизации русской армии[2].
- Пушкин Александр Александрович — генерал от кавалерии, сын Александра Сергеевича Пушкина.